# لوک بورلی
لوک بورلی (انگلیسی: Luc Borrelli; ۲ ژوئیهٔ ۱۹۶۵ – ۳ فوریهٔ ۱۹۹۹) بازیکن فوتبال اهل فرانسه بود.
از باشگاه‌هایی که در آن بازی کرده‌است می‌توان به باشگاه فوتبال المپیک لیون، باشگاه فوتبال کان، و باشگاه فوتبال پاری سن ژرمن اشاره کرد.